# Rudy Chernicoff
Rodolfo Jorge Chernicoff, más conocido como Rudy Chernicoff, Rudy Chernicof o simplemente Rudy (Barrio de Versalles, Buenos Aires; 31 de enero de 1944) es un humorista,  autor, cantante de folclore, monologuista y actor argentino de cine, teatro y televisión.

## Carrera
Su historia se inicia en Buenos Aires cuando tenía diez años; fue entonces cuando empezó a cantar, actuar y tocar el piano (su madre era una consumada pianista). Sus abuelos tuvieron una de las panaderías que más historia hizo en una famosa zona porteña. Se formó actoralmente con Augusto Fernández, Carlos Gandolfo, Hedy Crilla y Juan Carlos Gené. Luego fue profesor de interpretación en el Conservatorio Nacional de Arte Dramático entre 1973 y 1976, donde salieron actores como Roberto Durán y Jorge Horacio Huertas.
Perteneció a la camada de actores cómicos judíos  como Norman Erlich, Jorge Guinzburg, Jevel Katz y Sergio Langer. En cine trabajó con  primeras figuras como Alfonso de Grazia, Juan Carlos Calabró, Aldo Barbero, Linn Alison, Julio López, Erika Wallner, Marcela López Rey, Alberto Anchart y Juan Carlos Galván, entre otros.
Durante su amplia incursión en teatro, donde no solo hizo comedias sino también revistas musicales, presentó su humor en países como España, Colombia, Cuba, Francia, Italia y Brasil.
Trabajó también como docente de importantes figuras como el boxeador Carlos Monzón a quien le dio clases de teatro mientras grababan la telenovela Pelear por la vida. En 1989 cumplió 25 años de carrera.

## Filmografía
- 1976: Juan que reía
- 1977: Hay que parar la delantera
- 1978: La fiesta de todos
- 1979: Hotel de señoritas
- 1979: El rey de los exhortos
- 1984: Noches sin lunas ni soles
- 1985: Seguridad personal
- 1985: Bairoletto, la aventura de un rebelde
- 1987: Con la misma bronca
- 1992: El señor del baño (formato video)
- 1996: La revelación
- 2013: Yarará
- 2018: Rojo
- 2019: Moira
- 2023: Strangers

## Televisión
- 1963/1984: Operación Ja-Já
- 1971/1972: Frente a la facultad
- 1978:  Los hijos de Lopez
- 1980: Dos y Bartolo
- 1980/1982: El Rafa
- 1981: Fiesta de aniversario de Canal 9
- 1982: Todo tuyo
- 1982: Juntos
- 1984: Pelear por la vida
- 2000/2002: Tiempo final, en el episodio "La entrega", junto a  Facundo Arana, Cecilia Dopazo, Andrea Jaet y Romina Yan.
- 2011: Los Únicos[4]

## Teatro
- El gran acuerdo internacional del Tío Patilludo (1964)
- La fiaca (1964)
- Lucas
- El mejor alcalde, ¿el rey? (1966)
- Viet-Rock (1968)
- El guardagente (1970)
- Noche para estudiantes (1970)
- Yo encogí la libertad (1971)
- La gran pelea del siglo (1971)
- ¿Cómo ser una iddishe mame? (1972)
- Yo, argentino (1973)
- Esta si te va a gustar (1974), en el Teatro Maipo, junto a Osvaldo Pacheco, Thelma Stefani, Javier Portales, Naanim Timoyko, Tania y Katia Iaros.
- Aleluya Buenos Aires (1975), con José Marrone, Alberto Olmedo, Mimí Pons, Norma Pons, Osvaldo Pacheco, Javier Portales y Violeta Montenegro.
- Yo argentino (1977) junto a Camila Perissé.
- La nona (1977)
- Yo quiero a mi mujer (1979)
- Pajaritos en la cabeza (1980)
- La mano en la lata (1982)
- Hasta mañana….si Dios quiere (1982)
- El enganche (1982)
- El señor del baño (diez años seguidos en Argentina)
- Tío Vania, de Anton Chéjov.
- Risas en el piso 23 (1994)
- Humor y salsa (1996)
- En vivo y en llamas (1998)
- Corrientes en llamas (1998)
- La risa es salud (2000)
- El cuidador (Davies) (2000)
- Desde el alma
- La vida es una milonga
- Todo los artistas
- Argentine, mon humour (2003)
- De París al Festival (2004)
- Tango con Varenikes (2005)
- Risa para todos (2007)
- La risa es salud, el Sida no es Broma (2007)
- Sólo para mayores (2007)
- Inodoro Pereyra (2008)
- Risas 2009 (2008)
- ¡Qué lo parió! (2008/2009)
- Diez años de Demoliendo Tangos (2009)
- Homenaje a Fontanarrosa (2009)
- Humor a la carta (2009)
- Alla italiana (2009)
- La risa y el canto (2009)
- Pimpinela, la familia (2009/2010)
- Rudy y la pianista (2010)[5]
- ¿Yo? Chernicof (2012)
- Que lo parió (2014)
- El negro nos queda bien (2015)
- El Señor del Baño... el regreso (2016)

## Galardones
- Premio "Discepolin" por su trayectoria teatral en 1986
- Premio al Mejor Show "Estrella del mar" en Mar de Plata Argentina, en 1987 y de nuevo en 1991.
- Premio "Pepino" a mejor actor del año 1991
- Premio al mejor actor cómico en el Festival del Humor de Bogotá en 1995.[6]
- Nominación al mejor unipersonal premios Carlos por "Que le parió" 2016
- Premio Podestá por los 50 años de afiliación a la Asociación Argentina de Actores.[7]